# Vụ xả súng tại Trường học Graz
Vào khoảng 09:55 ngày 10 tháng 6 năm 2025 (giờ CEST), một vụ xả súng hàng loạt đã xảy ra tại trường trung học Dreierschützengasse, một cơ sở giáo dục phổ thông liên bang ở Graz, Áo. Cảnh sát xác nhận 10 người thiệt mạng và 11 người khác bị thương trong vụ tấn công. Kẻ xả súng đã tự sát trong nhà vệ sinh của trường và được xác định là Artur A., 21 tuổi, cựu học sinh của trường.
Vụ xả súng này được coi là vụ tấn công đẫm máu nhất trong lịch sử hiện đại của nước Áo.